# Pierre Samuel
Pour les articles homonymes, voir Samuel (homonymie).
Pierre Samuel (1921-2009) est un mathématicien français connu pour son travail en algèbre commutative et ses applications à la géométrie algébrique.

## Écrits
Il a écrit avec Oscar Zariski Commutative Algebra, un classique, qui se décompose en deux volumes (1958 et 1960). C'est probablement par cette œuvre que Pierre Samuel est le plus connu.
Il a aussi écrit des livres couvrant la géométrie projective et la théorie algébrique des nombres.
Il s'intéresse à l'histoire du féminisme et publie en 1975 Amazones, guerrières et gaillardes.

## Formation
Admis à l'École normale supérieure en 1940, il entre dans la Résistance, puis passe une thèse de doctorat en mathématiques à Princeton en 1947.

## Enseignement et recherche
Il enseigne à l'université Blaise-Pascal à Clermont-Ferrand, où il devient l'ami du philosophe Jules Vuillemin (qui lui a dédié quelques livres, et notamment la Philosophie de l'algèbre), puis à la Sorbonne. Pendant les années 1960, il dirige un séminaire à Paris et est professeur à l'université Paris-Sud 11 (Orsay) jusqu'en 1989.
Membre du groupe Bourbaki, il en a filmé certaines réunions. En l'an 2000, une télévision française a tiré de ces films un documentaire .

## Engagement
Politiquement très engagé à gauche (notamment en Mai 68), et à la suite d'une prise de conscience à Harvard en 1969-1970, il fonde le groupe écologiste Survivre et vivre en 1970, avec Alexandre Grothendieck et Claude Chevalley, avant de le quitter pour le groupe plus modéré Les Amis de la Terre en 1973.
En 1981, il est co-solidaire de la publication Avis de recherche consacrée au soutien des appelés insoumis au service militaire.
Il est inhumé au cimetière du Père-Lachaise (90e division).

## Publications
- Algèbre locale, Gauthier-Villars, Paris, 1953, Mémorial des Sciences Mathématiques, no 123[6]
- Méthodes d'algèbre abstraite en géométrie algébrique, Springer, Berlin, 1955[7]
- Anneaux factoriels, Publicaçoes da Sociedade de Matematica de Sao Paulo, 1962
- Géométrie projective, PUF, 1986
- Théorie algébrique des nombres, Hermann [détail des éditions]
- Amazones, guerrières et gaillardes, éditions Complexe et PUG, 1975
- Écologie : détente ou cycle infernal, UGE, Collection 10-18
- Le nucléaire en questions, éditions Entente, les cahiers de l'écologie,1980
- L'effet de serre, éditions Entente, les cahiers de l'écologie, 1990
- Histoire des Amis de la Terre, 1970-1989 : Vingt ans au cœur de l'écologie. 2006[8]